# 公为
公为（？—前484年），姬姓，一名务人，鲁昭公的次子，被立为太子。
公衍、公为出生的时候，他们的母亲一起出去住在产房里，公衍先出生，公为的母亲说：“我们一起出来，就一起去报喜。”过了三天，公为出生，公为的母亲先去报告，公为就做了哥哥。
昭公二十五年（前517年），郈昭伯与季平子斗鸡结怨，季公亥（公若）献弓于公为，劝他诛杀季孙氏。公为联合弟弟公果、公贲告知父亲鲁昭公。鲁昭公在郈昭伯的怂恿下，讨伐三桓。结果昭公失败，郈昭伯被杀。鲁昭公流亡到齐鲁之交的郓地和乾侯。昭公二十九年（前513年），鲁昭公因齐景公将阳穀封给公衍，又想起公衍、公为出生的往事，说：“公为惹起了这场祸事。出生较晚却做哥哥，这欺骗也太久了。”就废了公为，立公衍作太子。鲁哀公十一年（前484年），齐鲁在郊地作战，公为与其孌童汪锜都战死，孔子说：“能执干戈以卫社稷，可无殇也。”